# Den Bengalske Bugt
Den Bengalske Bugt er en bugt i den nordøstlige del af det Indiske Ocean. Bugten afgrænses mod øst af øgrupperne Nicobarerne og Andamanerne, mod nord af Myanmar og Bangladesh og mod vest af Indien og Sri Lanka.
14°56′16″N 87°27′33″Ø / 14.93778°N 87.45917°Ø
Indiske floder der flyder ud i bugten: Ganges, Brahmaputra, Meghna, Mahanadi, Godavari, Krishna og Kaveri.